# Super League 2011-2012
La Super League 2011-2012 è stata la 115ª edizione della massima divisione del campionato svizzero di calcio, nonché 9ª edizione della Super League. È iniziata il 16 luglio 2011 e si è conclusa il 23 maggio 2012. Il Basilea ha vinto il titolo per la 15ª volta, la terza consecutiva.

## Novità
Il Losanna, vincitore della Challenge League 2010-2011, è stato promosso al posto del San Gallo, ultimo nella stagione precedente. Il Servette, secondo in Challenge League 2010-2011, ha sconfitto nello spareggio promozione-retrocessione il Bellinzona, conquistando la promozione in Super League.

## Regolamento
Le squadre si sono affrontate in un doppio girone di andata e ritorno, per un totale di 36 giornate. La squadra campione si è qualificata per il secondo turno di qualificazione della UEFA Champions League 2012-2013. La seconda e la terza classificata si sono qualificate rispettivamente per il terzo e per il secondo turno di qualificazione della UEFA Europa League 2012-2013. La 9ª classificata affronterà la seconda classificata della Challenge League 2011-2012 in uno spareggio promozione-retrocessione con partite di andata e ritorno. L'ultima classificata è retrocessa direttamente in Challenge League.

## Squadre partecipanti
| Club            | Stagione | Città     | Stadio                         | Stagione precedente          |
| --------------- | -------- | --------- | ------------------------------ | ---------------------------- |
| Basilea         | dettagli | Basilea   | St. Jakob-Park                 | Campione di Svizzera         |
| Grasshoppers    | dettagli | Zurigo    | Stadio Letzigrund              | 7º posto in Super League     |
| Losanna         | dettagli | Losanna   | Stade Olympique de la Pontaise | 1º posto in Challenge League |
| Lucerna         | dettagli | Lucerna   | swissporarena                  | 6º posto in Super League     |
| Neuchâtel Xamax | dettagli | Neuchâtel | La Maladière                   | 8º posto in Super League     |
| Servette        | dettagli | Ginevra   | Stade de Genève                | 2º posto in Challenge League |
| Sion            | dettagli | Sion      | Stade Tourbillon               | 4º posto in Super League     |
| Thun            | dettagli | Thun      | Arena Thun                     | 5º posto in Super League     |
| Young Boys      | dettagli | Berna     | Stade de Suisse                | 3º posto in Super League     |
| Zurigo          | dettagli | Zurigo    | Stadio Letzigrund              | 2º posto in Super League     |

## Allenatori e primatisti
| Squadra         | Allenatore                                                                         | Giocatore più presente (tra parentesi il numero delle presenze)            | Capocannoniere (tra parentesi il numero dei gol segnati) |
| --------------- | ---------------------------------------------------------------------------------- | -------------------------------------------------------------------------- | -------------------------------------------------------- |
| Basilea         | Thorsten Fink (1ª-11ª) Heiko Vogel (12ª-36ª)                                       | Fabian Frei (31) Xherdan Shaqiri (31) Yann Sommer (31) Alexander Frei (31) | Alexander Frei (24)                                      |
| Grasshoppers    | Ciriaco Sforza (1ª-29ª) Ulrich Forte (30ª-36ª)                                     | Frank Feltscher (32)                                                       | Steven Zuber (8)                                         |
| Losanna         | Martín Rueda                                                                       | Nicolas Marazzi (30) Steven Lang (30)                                      | Matt Moussilou (8)                                       |
| Lucerna         | Murat Yakın                                                                        | David Zibung (34)                                                          | Nelson Ferreira (7)                                      |
| Neuchatel Xamax | François Ciccolini (1ª-2ª) Joaquín Caparrós (3ª-7ª) Víctor Muñoz (8ª-18ª)          | Sébastien Wüthrich (18)                                                    | Kalu Uche (6)                                            |
| Servette        | João Alves (1ª-16ª, 31ª-33ª) Carlos Pereira (17ª-30ª)                              | Christopher Routis (31) Ishmael Yartey (31)                                | Goran Karanović (8) Ishmael Yartey (8)                   |
| Sion            | Laurent Roussey (1ª-30ª) Sébastien Fontbonne (31ª-34ª) Vladimir Petković (35ª-36ª) | Michael Dingsdag (32) Vilmos Vanczák (32) Andris Vaņins (32)               | Vilmos Vanczák (9)                                       |
| Thun            | Bernard Challandes                                                                 | David Da Costa (33)                                                        | Christian Schneuwly (8)                                  |
| Young Boys      | Christian Gross (1ª-31ª) Erminio Piserchia (32ª-36ª)                               | Marco Wölfli (33)                                                          | Emmanuel Mayuka (9)                                      |
| Zurigo          | Urs Fischer (1ª-24ª) Harry Gämperle (25ª-28ª) Urs Meier (29ª-36ª)                  | Johnny Leoni (32)                                                          | Adrian Nikçi (6)                                         |

## Classifica finale
|                      | Pos. | Squadra         | Pt | G  | V  | N  | P  | GF | GS | DR  |
| -------------------- | ---- | --------------- | -- | -- | -- | -- | -- | -- | -- | --- |
| Campione di Svizzera | 1.   | Basilea         | 74 | 34 | 22 | 8  | 4  | 78 | 33 | +45 |
|                      | 2.   | Lucerna         | 54 | 34 | 14 | 12 | 8  | 46 | 32 | +14 |
|                      | 3.   | Young Boys      | 51 | 34 | 13 | 12 | 9  | 52 | 38 | +14 |
|                      | 4.   | Servette        | 48 | 34 | 14 | 6  | 14 | 45 | 53 | -8  |
|                      | 5.   | Thun            | 43 | 34 | 11 | 10 | 13 | 38 | 41 | -3  |
|                      | 6.   | Zurigo          | 41 | 34 | 11 | 8  | 15 | 43 | 44 | -1  |
|                      | 7.   | Losanna         | 30 | 34 | 8  | 6  | 20 | 29 | 61 | -32 |
|                      | 8.   | Grasshoppers    | 26 | 34 | 7  | 5  | 22 | 32 | 66 | -34 |
|                      | 9.   | Sion            | 17 | 34 | 15 | 8  | 11 | 40 | 35 | +5  |
|                      | 10.  | Neuchâtel Xamax | 26 | 18 | 7  | 5  | 6  | 22 | 22 | 0   |

Legenda:
      Campione di Svizzera e ammessa alla UEFA Champions League 2012-2013.
      Ammesse alla UEFA Europa League 2012-2013.
      Ammessa allo spareggio promozione-retrocessione.
      Esclusa dal campionato e retrocessa in Challenge League 2012-2013.
Regolamento:
Tre punti a vittoria, uno a pareggio, zero a sconfitta.
In caso di arrivo di due o più squadre a pari punti, la graduatoria finale verrà stilata secondo la classifica avulsa tra le squadre interessate che prevede, in ordine, i seguenti criteri:
- Punti negli scontri diretti
- Differenza reti negli scontri diretti
- Differenza reti generale
- Reti realizzate in generale
- Sorteggio

## Risultati

### Prima fase
|                 | BAS  | GRA  | LOS  | LUC  | NEU  | SER  | SIO  | THU  | YOU  | ZUR  |
| --------------- | ---- | ---- | ---- | ---- | ---- | ---- | ---- | ---- | ---- | ---- |
| Basilea         | –––– | 4-1  | 6-0  | 1-0  | 2-0  | 3-0  | 3-3  | 2-1  | 1-0  | 1-2  |
| Grasshoppers    | 2-2  | –––– | 2-0  | 0-1  | 0-1  | 1-4  | 2-1  | 1-0  | 0-3  | 2-1  |
| Losanna         | 2-3  | 2-1  | –––– | 0-1  | 1-3  | 0-0  | 0-2  | 1-0  | 0-3  | 2-1  |
| Lucerna         | 3-1  | 2-1  | 2-0  | –––– | 1-2  | 1-2  | 2-0  | 0-0  | 1-1  | 3-1  |
| Neuchatel Xamax | 1-1  | 2-0  | 2-2  | 0-3  | –––– | 0-0  | 0-3  | 4-0  | 0-0  | 3-1  |
| Servette        | 0-4  | 3-4  | 4-2  | 0-2  | 2-1  | –––– | 0-2  | 1-2  | 1-0  | 0-1  |
| Sion            | 0-1  | 2-0  | 1-0  | 1-1  | 2-0  | 0-4  | –––– | 2-0  | 1-2  | 1-0  |
| Thun            | 1-1  | 3-0  | 5-2  | 3-1  | 0-0  | 3-0  | 0-3  | –––– | 1-1  | 0-2  |
| Young Boys      | 1-1  | 0-1  | 4-1  | 1-0  | 4-1  | 1-1  | 1-1  | 0-2  | –––– | 2-3  |
| Zurigo          | 0-1  | 6-0  | 4-1  | 1-1  | 0-2  | 2-3  | 1-1  | 0-0  | 1-2  | –––– |

### Seconda fase
|                 | BAS  | GRA  | LOS  | LUC  | NEU  | SER  | SIO  | THU  | YOU  | ZUR  |
| --------------- | ---- | ---- | ---- | ---- | ---- | ---- | ---- | ---- | ---- | ---- |
| Basilea         | –––– | -    | 3-1  | 3-1  | -    | 5-0  | 0-0  | 2-1  | 1-2  | 1-0  |
| Grasshoppers    | 0-2  | –––– | 0-0  | 2-2  | -    | 0-3  | 0-2  | 0-1  | 2-0  | -    |
| Losanna         | 0-2  | 2-1  | –––– | 0-0  | -    | 3-1  | 1-0  | 1-0  | 0-0  | 0-1  |
| Lucerna         | 1-1  | 1-0  | -    | –––– | -    | 3-1  | 0-0  | -    | 2-0  | 1-1  |
| Neuchatel Xamax | -    | -    | -    | -    | –––– | -    | -    | -    | -    | -    |
| Servette        | -    | 3-1  | 0-0  | 2-1  | -    | –––– | 2-2  | 0-2  | 2-1  | 1-1  |
| Sion            | 0-3  | 3-2  | 1-0  | 1-3  | -    | 0-1  | –––– | 1-0  | 0-1  | 2-1  |
| Thun            | 2-3  | 0-0  | 2-0  | 1-1  | -    | 1-0  | 1-1  | –––– | -    | 2-4  |
| Young Boys      | 2-2  | 2-2  | 1-3  | 2-2  | -    | 3-1  | -    | 4-0  | –––– | 1-0  |
| Zurigo          | 1-5  | 2-0  | 2-0  | 0-0  | -    | -    | 0-1  | 1-1  | 2-2  | –––– |

## Spareggio promozione-retrocessione
Allo spareggio sono ammesse la nona classificata in Super League e la seconda classificata in Challenge League.
|       | Risultati |       | Luogo e data          |
| ----- | --------- | ----- | --------------------- |
| Sion  | 3 - 0     | Aarau | Sion, 26 maggio 2012  |
| Aarau | 1 - 0     | Sion  | Aarau, 28 maggio 2012 |
|       |           |       |                       |

## Statistiche

### Squadre

#### Capoliste solitarie
|    | —— | —— | —— | ——   | ——   | ——      | ——      | ——      | ——      | ——      | ——      | ——      | ——  | ——      | ——      | ——      | ——      | ——      | ——      | ——      | ——      | ——      | ——  | ——      | ——      | ——  | ——      | ——      | ——      | ——      | ——       | ——  | ——      | —— |  |
|    |    |    |    | Thun | Thun | Lucerna | Lucerna | Lucerna | Lucerna | Lucerna | Lucerna | Lucerna |     | Basilea | Basilea | Basilea | Basilea | Basilea | Basilea | Basilea | Basilea | Basilea |     | Basilea | Basilea |     | Basilea | Basilea | Basilea | Basilea | Servette |     | Basilea |    |  |
|    |    |    |    |      |      |         |         |         |         |         |         |         |     |         |         |         |         |         |         |         |         |         |     |         |         |     |         |         |         |         |          |     |         |    |  |
|    |    |    |    |      |      |         |         |         |         |         |         |         |     |         |         |         |         |         |         |         |         |         |     |         |         |     |         |         |         |         |          |     |         |    |  |
| 1ª | 2ª | 3ª | 4ª | 5ª   | 6ª   | 7ª      | 8ª      | 9ª      | 10ª     | 11ª     | 12ª     | 13ª     | 14ª | 15ª     | 16ª     | 17ª     | 18ª     | 19ª     | 20ª     | 21ª     | 22ª     | 23ª     | 24ª | 25ª     | 26ª     | 27ª | 28ª     | 29ª     | 30ª     | 31ª     | 32ª      | 33ª | 34ª     |    |  |

#### Classifica in divenire
|                 | 1ª  | 2ª  | 3ª  | 4ª  | 5ª  | 6ª  | 7ª  | 8ª  | 9ª  | 10ª | 11ª | 12ª | 13ª | 14ª | 15ª | 16ª | 17ª | 18ª | 19ª | 20ª | 21ª | 22ª | 23ª | 24ª | 25ª | 26ª | 27ª | 28ª | 29ª | 30ª | 31ª | 32ª | 33ª | 34ª |
| --------------- | --- | --- | --- | --- | --- | --- | --- | --- | --- | --- | --- | --- | --- | --- | --- | --- | --- | --- | --- | --- | --- | --- | --- | --- | --- | --- | --- | --- | --- | --- | --- | --- | --- | --- |
| Young Boys      | 1   | 4   | 5   | 6   | 9   | 9   | 9   | 12  | 15  | 18  | 21  | 21  | 22  | 25  | 25  | 25  | 26  | 27  | 30  | 33  | 34  | 34  | 35  | 35  | 38  | 39  | 39  | 40  | 40  | 43  | 44  | 45  | 48  | 51  |
| Basilea         | 1   | 4   | 5   | 6   | 6   | 6   | 9   | 12  | 15  | 16  | 19  | 22  | 25  | 28  | 31  | 34  | 37  | 38  | 39  | 42  | 43  | 46  | 49  | 52  | 55  | 58  | 59  | 62  | 65  | 68  | 71  | 74  | 74  | 74  |
| Losanna         | 0   | 0   | 3   | 3   | 3   | 3   | 4   | 4   | 4   | 5   | 5   | 8   | 8   | 8   | 8   | 8   | 8   | 11  | 11  | 12  | 13  | 14  | 14  | 14  | 14  | 17  | 20  | 23  | 23  | 23  | 26  | 27  | 27  | 30  |
| Lucerna         | 3   | 6   | 7   | 8   | 9   | 12  | 15  | 18  | 21  | 24  | 24  | 24  | 27  | 28  | 28  | 31  | 31  | 31  | 32  | 33  | 34  | 37  | 37  | 37  | 38  | 41  | 42  | 43  | 46  | 47  | 48  | 51  | 51  | 54  |
| Sion            | -33 | -33 | -30 | -29 | -28 | -25 | -25 | -22 | -19 | -19 | -16 | -13 | -13 | -10 | -10 | -7  | -6  | -5  | -4  | -4  | -4  | -1  | 2   | 3   | 6   | 9   | 12  | 13  | 13  | 14  | 14  | 17  | 17  | 17  |
| Thun            | 3   | 6   | 7   | 8   | 11  | 14  | 14  | 14  | 15  | 16  | 16  | 16  | 16  | 16  | 19  | 22  | 22  | 23  | 26  | 27  | 28  | 31  | 31  | 34  | 34  | 34  | 37  | 37  | 38  | 39  | 39  | 40  | 43  | 43  |
| Zurigo          | 0   | 0   | 0   | 3   | 6   | 6   | 9   | 9   | 10  | 10  | 10  | 10  | 13  | 14  | 14  | 17  | 20  | 21  | 22  | 25  | 26  | 26  | 26  | 29  | 30  | 31  | 31  | 32  | 35  | 35  | 35  | 35  | 38  | 41  |
| Grasshoppers    | 3   | 3   | 4   | 4   | 4   | 7   | 7   | 7   | 7   | 7   | 10  | 13  | 13  | 13  | 16  | 16  | 19  | 19  | 19  | 19  | 19  | 20  | 20  | 23  | 23  | 23  | 24  | 25  | 26  | 26  | 26  | 26  | 26  | 26  |
| Neuchatel Xamax | 0   | 0   | 0   | 1   | 2   | 5   | 6   | 9   | 9   | 12  | 15  | 18  | 19  | 19  | 22  | 22  | 25  | 26  |     |     |     |     |     |     |     |     |     |     |     |     |     |     |     |     |
| Servette        | 0   | 3   | 4   | 7   | 8   | 8   | 11  | 11  | 11  | 12  | 12  | 12  | 15  | 18  | 21  | 21  | 21  | 24  | 24  | 27  | 30  | 30  | 33  | 34  | 34  | 34  | 34  | 35  | 35  | 38  | 41  | 42  | 45  | 48  |

#### Classifiche di rendimento

##### Rendimento andata-ritorno
| Andata          | Andata | Ritorno         | Ritorno |
|                 |        |                 |         |
| Basilea         | 38     | Basilea         | 36      |
| Lucerna         | 31     | Young Boys      | 24      |
| Sion            | 31     | Servette        | 24      |
| Young Boys      | 27     | Lucerna         | 23      |
| Neuchatel Xamax | 26     | Sion            | 22      |
| Servette        | 24     | Zurigo          | 20      |
| Thun            | 23     | Thun            | 20      |
| Zurigo          | 21     | Losanna         | 19      |
| Grasshoppers    | 19     | Grasshoppers    | 7       |
| Losanna         | 11     | Neuchatel Xamax | 0       |

##### Rendimento casa-trasferta
| Casa            | Casa | Trasferta       | Trasferta |
|                 |      |                 |           |
| Basilea         | 41   | Basilea         | 33        |
| Lucerna         | 32   | Sion            | 25        |
| Sion            | 28   | Young Boys      | 24        |
| Young Boys      | 27   | Servette        | 24        |
| Thun            | 25   | Zurigo          | 23        |
| Servette        | 24   | Lucerna         | 22        |
| Losanna         | 24   | Thun            | 18        |
| Zurigo          | 18   | Neuchatel Xamax | 13        |
| Grasshoppers    | 18   | Grasshoppers    | 8         |
| Neuchatel Xamax | 13   | Losanna         | 6         |

#### Primati stagionali
Squadre
- Maggior numero di vittorie: Basilea (22)
- Maggior numero di pareggi: Lucerna, Young Boys (12)
- Maggior numero di sconfitte: Grasshoppers (22)
- Minor numero di vittorie: Grasshoppers, Neuchatel Xamax (7)
- Minor numero di pareggi: Grasshoppers, Neuchatel Xamax (5)
- Minor numero di sconfitte: Basilea (4)
- Miglior attacco: Basilea (78 gol fatti)
- Peggior attacco: Neuchatel Xamax (22 gol fatti)
- Miglior difesa: Neuchatel Xamax (22 gol subiti)
- Peggior difesa: Grasshoppers (66 gol subiti)
- Miglior differenza reti: Basilea (+45)
- Peggior differenza reti: Grasshoppers (-34)
- Miglior serie positiva: Basilea (26, 7ª-32ª)
- Peggior serie negativa: Grasshoppers (5, 30ª-34ª) , Losanna (5, 13ª-17ª)
- Maggior numero di vittorie consecutive: Basilea (7, 11ª-17ª)

Partite
- Più gol (9):

Basilea-Grasshoppers 6-3, 12 maggio 2012
- Maggior scarto di gol (6): Basilea-Losanna 6-0, Zurigo-Grasshoppers 6-0
- Maggior numero di reti in una giornata: 20 gol nella 4ª giornata
- Minor numero di reti in una giornata: 4 gol nella 22ª giornata
- Maggior numero di espulsioni in una giornata: 4 in 33ª giornata

### Individuali

#### Classifica marcatori
| Gol | Rigori |  | Giocatore           | Squadra              |
| --- | ------ |  | ------------------- | -------------------- |
| 24  | 3      |  | Alexander Frei      | Basilea              |
| 13  | 1      |  | Marco Streller      | Basilea              |
| 9   | 0      |  | Emmanuel Mayuka     | Young Boys           |
| 9   | 1      |  | Xherdan Shaqiri     | Basilea              |
| 9   | 0      |  | Vilmos Vanczák      | Sion                 |
| 9   | 0      |  | Matias Vitkieviez   | Young Boys, Servette |
| 8   | 1      |  | Goran Karanović     | Servette             |
| 8   | 0      |  | Matt Moussilou      | Losanna              |
| 8   | 0      |  | Christian Schneuwly | Thun                 |
| 8   | 1      |  | Ishmael Yartey      | Servette             |
| 8   | 0      |  | Steven Zuber        | Grasshoppers         |
| 7   | 0      |  | Raúl Bobadilla      | Young Boys           |
| 7   | 2      |  | Marcos de Azevedo   | Servette             |
| 7   | 0      |  | Nelson Ferreira     | Lucerna              |
| 7   | 0      |  | Jocelyn Roux        | Losanna              |
| 7   | 0      |  | Marco Schneuwly     | Young Boys, Thun     |
| 7   | 0      |  | Giovanni Sio        | Sion                 |
| 7   | 0      |  | Jacques Zoua        | Basilea              |

#### Media spettatori
| Club            | Pos. | Media  | Totale  | Abbonamenti |
| --------------- | ---- | ------ | ------- | ----------- |
| Basilea         | 1    | 29 775 | 506 171 |             |
| Young Boys      | 2    | 21 104 | 358 763 |             |
| Lucerna         | 3    | 14 180 | 241 064 |             |
| Servette        | 4    | 10 697 | 181 848 |             |
| Zurigo          | 5    | 10 512 | 178 700 |             |
| Sion            | 6    | 10 276 | 174 700 |             |
| Losanna         | 7    | 6 269  | 106 568 |             |
| Thun            | 8    | 6 100  | 103 700 |             |
| Grasshoppers    | 9    | 5 659  | 96 200  |             |
| Neuchatel Xamax | 10   | 4 149  | 37 341  |             |

#### Arbitri
- Stéphan Studer (17)
- Sascha Kever (16)
- Nikolaj Hänni (15)
- Ludovic Gremaud (14)
- Patrick Graf (13)
- Daniel Wermelinger (13)
- Damien Carrell (12)
- Alain Bieri (11)
- Adrien Jaccottet (11)
- Stephan Klossner (11)

- Cyril Zimmermann (9)
- Sascha Amhof (8)
- Jérôme Laperrière (7)
- Markus Hameter (1)
- Alexander Harkam (1)
- Dominik Ouschan (1)
- Fedayi San (1)
- Manuel Schüttengruber (1)